# Anonychomyrma incisa
Anonychomyrma incisa é uma espécie de formiga do gênero Anonychomyrma.